# Geissorhiza fourcadei
Geissorhiza fourcadei ist eine Pflanzenart aus der Familie der Schwertliliengewächse (Iridaceae).

## Beschreibung
Es handelt sich um 15 bis 30 Zentimeter hohe, ausdauernde, krautige Pflanzen. Die braune, holzige bis papierene Knolle ist fast spindelförmig, hat einen Durchmesser von 6 bis 10 Millimeter und ist mehrlagig konzentrisch aufgebaut, gelegentlich aber dachziegelartig, wohl als Folge von Verschiebungen, da sie bei Berührungen von oben wie unten unregelmäßig in Stücke zerfällt. Knollen der Vorsaison bleiben bestehen und sammeln sich unterhalb der jeweils jüngsten Knolle.
Das Niederblatt ist häutig und hell- bis dunkelbraun. Die drei bis fünf meist aufrechten Blätter sind 3 bis 6 (selten 2) Millimeter breit, zylindrisch bis annähernd zylindrisch durch Vergrößerung von Mittelrippe und Rand, daher mit vier Rillen versehen. Sie sind halb so lang bis ebenso lang wie die Stängel. Die untersten zwei bis vier Blätter sind bodenständig, die oberen setzen am Stängel an, teilweise bis gänzlich scheidig und die kürzesten.
Der Stängel ist aufrecht, glatt, nicht oder ein- bis zweifach verzweigt, an ihm steht ein teilweise scheidiges Laubblatt sowie zwei bis drei gänzlich scheidige, trockene Tragblätter. Der Blütenstand ist eine einblütige Ähre, die Tragblätter sind 16 bis 30 (selten ab 12) Millimeter lang (die inneren ebenso lang oder etwas kürzer als die äußeren). Die sechszähligen Blüten sind tablettförmig und rosa bis hellviolett.
Die Blütenröhre ist 17 bis 20 (selten ab 8) Millimeter lang und zylindrisch, sich schwach zum Ende hin weitend, die Blütenhüllblätter sind 25 bis 30 Millimeter lang, bis 11 Millimeter breit und umgekehrt lanzettlich. Die Staubblätter sind 13 bis 20 Millimeter lang und von gleichem Bau, die Staubbeutel 10 bis 12 Millimeter lang. Der Fruchtknoten ist rund 4 Millimeter lang, der herabhängende Griffel teilt sich oberhalb der Spitze der Staubbeutel, die einzelnen Verzweigungen sind zurückgebogen.
Blütezeit ist Mitte Januar bis Anfang Mai.

## Verbreitung
Geissorhiza fourcadei findet sich in Südafrika in den Bergen der südlichen Kapregion auf saisonal feuchten Standorten (Flussufer, Marschland).

## Systematik
Geissorhiza fourcadei gehört zur Sektion Weihea in der Untergattung Weihea.

## Nachweise
- Peter Goldblatt: Systematics of the Southern African Genus Geissorhiza (Iridaceae-Ixioideae). In: Annals of the Missouri Botanical Garden. Vol. 72, No. 2, 1985, S. 277–447